# 蔡東文
蔡東文（Tsai Tung-Wen，1958年9月22日—），臺灣攝影師、導播、導演，「快手小蔡工作室」創辦人。

## 生平

### 教職生涯
蔡東文自2019年起在崇右影藝科技大學擔任兼任教授級專業技術人員。

## 作品

### 戲劇節目
- 1981年：台視《天眼》攝影師
- 1997年：民視《菅芒花的春天》導播；民視《再叫一聲爸爸》導播
- 1998年：民視《春天後母心》導播
- 1999年：民視《狀元親家》導播；民視《富貴在天》導演
- 2000年：民視《梁山伯與祝英台》導播、民視《長男的媳婦》導播
- 2001年：民視《飛龍在天》導播
- 2002年：民視《世間路》導播
- 2003年：東森綜合台《老婆大人》導演、導播
- 2004年：東森綜合台《婆媳過招千百回》導演、導播
- 2005年：東森戲劇台《好美麗診所》導演、導播
- 2006年：東森綜合台《麻辣一家親》導播、三立台灣台《鳥來伯與十三姨》導演
- 2007年：中視《兩個門牌一個家》導演
- 2008年：三立都會台《住左邊住右邊》導演、中視《光陰的故事》導演
- 2009年：中視《江湖.com》導演、中視《閃亮的日子》導播
- 2009年：中視《青梅竹馬》導演
- 2011年：台視《姊妹》導演
- 2012年：台視 《東華春理髮廳》導演
- 2014年：三立台灣台《世間情》資深棚內導播
- 2015年：三立台灣台《親家》資深棚內導播
- 2015年：三立台灣台《甘味人生》資深棚內導播
- 2016年：中天娛樂台、中視《美好年代》棚內導演、導播
- 2018年：民視《大時代》棚內導演第1至22集，導演第23集至劇終
- 2022年：三立都會台 《門當互懟愛上你》導演
- 2023年：民視《愛的榮耀》導演

### 綜藝節目
- 1985年：中視《歡樂假期》外景導演
- 1990年：中視《歡樂一百點》攝影、剪輯
- 1990年：華視《鑽石舞台》導演、策劃、剪輯
- 1993年：華視《連環泡》策劃、剪輯
- 1993年：華視《綜藝萬花筒》策劃、剪輯
- 1993年：TVBS頻道《接觸第六感》導播
- 1996年：TVBS頻道《恆述看橫豎人生》導播
- 1998年：金鐘獎頒獎典禮導播
- 1999年：金鐘獎頒獎典禮導播
- 2000年：民視《夜來香》導播、MTV台《MTV夏日音樂高峰會》（台北）導播
- 2001年：MTV台《MTV夏日音樂高峰會》（高雄）導播
- 2002年：民視《綜藝大集合》導播
- 2003年：星空衛視《美人關》導播、星空衛視《愛情大挑戰》導播、星空衛視《中國越來越好玩》導播
- 2007年：湖北衛視《綜藝奇兵》導播
- 2008年：湖北衛視《音樂集結號》導播、麗江電視台《沐浴春風三十年》導播
- 2009年：雲南電視台《2009心動彩雲南》導播、中視《週日大精彩》導播
- 2010年：河北衛視《綜藝傳奇》導播、河北衛視《真情旋律》導播、河北衛視《家有父母》導播、北京衛視《喜來塢》導播
- 2011年：上海星尚頻道《女人我最大》導播、廈門衛視《愛尚風雅頌》導播、河南衛視《知根知底》導播
- 2013年11月：河北衛視《我知女人心》導播
- 2017年六月：愛奇藝《中國有嘻哈》導播
- 2018年三月：愛奇藝《機器人爭霸》導播

### 舞台劇
- 2020年12月：金星文創《明星養老院》導演

## 外部連結
- 蔡東文的Facebook專頁